# В зоопарке — ремонт!
«В зоопарке — ремонт!» — советский короткометражный кукольный мультфильм, снятый на студии ТО «Экран» в 1987 году. Режиссёр — Натан Лернер
В мультфильме звучит песня в исполнении Софии Ротару — «Лаванда».

## Сюжет
Зоопарк закрыли на ремонт и жители города разобрали птиц и зверей по своим домам. Оставили только Жирафа. Мальчик Павлик, придя в зоопарк, увидел его и взял к себе домой. Родители Павлика не были против нового жильца, но из-за своей длинной шеи он не помещался в квартире и ему пришлось жить во дворе. Там он поначалу мешался всем соседям, но потом начал катать на своей шее ребятишек и к нему подобрели. Наступили холода, все разбежались по своим тёплым квартирам, а Жираф замерзал и грустил. Павлик решил отвести его жить в недостроенный дом. Там они встретили прораба, который был соседом Павлика с верхнего этажа. Он с помощью смекалки нашёл выход в этой ситуации. Рабочий прорубил в потолке квартиры Павлика дыру и Жираф смог просунуть в неё голову в квартиру прораба, там все вместе они собрались на чаепитие.

## Съёмочная группа
| Авторы сценария      | Александр Курляндский, Натан Лернер |
| Режиссёр             | Натан Лернер |
| Художник-постановщик | Юрий Исайкин |
| Композитор           | Михаил Меерович |
| Оператор             | Андрей Пучнин |
| Звукооператор        | Виталий Азаровский |
| Мультипликаторы:     | Алла Гришко, Павел Петров, Фазиль Гасанов |
| Роли озвучивали:     | Татьяна Захава — Павлик, Ефим Шифрин — Жираф, Зоя Пыльнова — мама Павлика, Георгий Горбачёв — прораб, Светлана Травкина — соседка с кенгуру                                                               |
| Куклы изготовили:    | Геннадий Богачёв, Борис Караваев, Александр Дегтярёв, Любовь Доронина, Анатолий Кузнецов, Надежда Лярская, Валерий Петров, Александра Мулюкина, Анатолий Гнединский, Маргарита Богатская, Галина Круглова |
| Монтаж               | Татьяна Моргунова |
| Редактор             | Валерия Медведовская |
| Директор             | Игорь Гелашвили |

## Награды
- 1988 — Гран-при на МФАФ в Загребе[1].

## Переиздания на DVD
Мультфильм неоднократно переиздавался на DVD в сборнике мультфильмов «Раз ковбой, два ковбой…».